# 孙杜斯
孙杜斯（法語：Sundhouse，法語發音：[synduz] 或 [sunduz]）是法国下莱茵省的一个市镇，位于该省东南部，属于塞莱斯塔-埃尔什泰因区。

## 地理
孙杜斯（48°15'3"N, 7°36'11"E）面积15.69 平方千米，位于法国大東部大區下莱茵省，该省份为法国大陆部分最东部的省份，是阿尔萨斯的一部分，今与上莱茵省组成了阿尔萨斯欧洲集体，其南至上莱茵省，西南接孚日省和默尔特-摩泽尔省，西接摩泽尔省，北与德国接壤，东侧沿莱茵河与德国相望。
与孙杜斯接壤的市镇（或旧市镇、城区）包括：迪博尔赛姆、里诺、里什托尔赛姆、萨瑟奈姆、舍诺、什沃布赛姆、维蒂赛姆。
孙杜斯的时区为UTC+01:00、UTC+02:00（夏令时）。

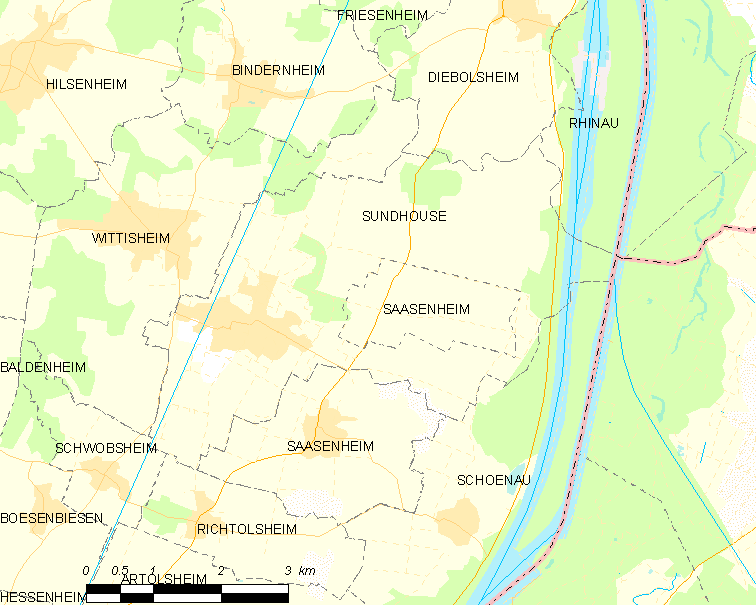
孙杜斯的OSM定位图

## 行政
孙杜斯的邮政编码为67920，INSEE市镇编码为67486。

## 政治
孙杜斯所属的省级选区为塞莱斯塔县。

## 人口

1962-2008年间孙杜斯人口变化图示

孙杜斯于2022年1月1日时的人口数量为1810人。